# Матюхін Анатолій Терентійович
Анато́лій Тере́нтійович Матю́хін (27 грудня 1930) — радянський футболіст, захисник. Виступав у складі клубів «Динамо» (Єреван), «Динамо» (Київ), «СКВО», «Арсенал» (Київ) і «Десна» (Чернігів).

## Кар'єра гравця
У 1949 році почав виступи в команді Першої групи «Динамо» (Єреван). У 1950 році перейшов в київське «Динамо», де грав переважно за дубль. 11 матчів провів за основний склад (10 — в чемпіонаті і 1 — в Кубку СРСР). У 1954—1958 роках виступав у складі армійської команди Києва (в цей період мала назву ОБО, ОСК і СКВО). У сезонах 1959—1960 був гравцем київського «Арсеналу», тренером якого був Йосип Ліфшиць. У 1961 році на запрошення Ліфшиця перейшов в чернігівську «Десну» , був призначений капітаном команди. За «Десну» в класі «Б» зіграв 129 матчів. Завершив кар'єру футболіста в серпні 1964 року.

## Характеристика
Грав на позиції центрального захисника. Незважаючи на невисокий зріст і низьку швидкість, ефективно протистояв суперникам на футбольному полі. Відрізнявся високою самовіддачею в грі. Футболіст «Десни» 1960-х років Валерій Кравчинський згадував епізод, який стався під час матчу з командою СКФ (Севастополь):
|  | «Приймаємо в Чернігові Севастополь, і йому, нашому капітану, розсікають лоб. Толю виносять з поля, накладають шви, забинтовують голову. А коли вже поклали на носилки, щоб нести в карету „Швидкої допомоги“, він раптом схоплюється, виривається з обіймів медиків, котрі намагалися урезонити його, і — на поле. А там саме верховий м'яч. І Матюхін … вступає в боротьбу, виграє поєдинок на другому поверсі». |